# Das Geheimnis der weißen Nonne
Das Geheimnis der weißen Nonne (Originaltitel: The Trygon Factor) ist ein Kriminalfilm aus dem Jahr 1966. Die britische Produktion aus der Reihe der deutschen Edgar-Wallace-Filme entstand unter der Regie von Cyril Frankel. In den Hauptrollen sind Stewart Granger und Susan Hampshire zu sehen.

## Handlung
Bei seinen Recherchen zu mehreren Raubüberfällen in London, zuletzt ein Juwelenhändler, stößt Inspektor Thompson von Scotland Yard auf das Landgut der Familie Emberday, die dort das Nonnenkloster des Ordens der Wachsamkeit betreiben. Die Nonnen stellen auf dem Gut Keramiken her. Im Kloster trifft er auf die Nonne Clare O’Connor, die früher durch kleinere Delikte aufgefallen ist. Thompson will ihr im Gegenzug zu Informationen zur Flucht verhelfen, wird jedoch nach ihrem Treffen von einer maskierten Gestalt in einem Taufbecken im Kloster ertränkt. O’Connor flieht in einer Touristengruppe aus dem Kloster in das Whiteheart Hotel, in dem auch Thompson abgestiegen war.
Nach dem Verschwinden seines Inspectors und einem erneuten Banküberfall beginnt Superintendent Cooper-Smith ebenfalls zu ermitteln. In Emberday Hall versichern die Oberin und die Familie Emberday, bestehend aus Lady Livia, ihrem verrückten Sohn Luke und ihrer Tochter Trudy, einer Fotografin, Inspector Thompson nicht gesehen zu haben. Skeptisch über die Rollen der Familie und der Nonnen, nimmt sich auch Smith ein Zimmer im Whiteheart Hotel. Die Rezeptionistin Polly versichert Smith jedoch, ihn nicht gesehen zu haben.
Währenddessen plant die Familie Emberday die Beerdigung eines Verwandten aus Monte Carlo. Dieser entpuppt sich als der Bankräuber Clossen, der auf Betreiben des Ordens und der Familie aus der Schweiz nach England überführt wird. Die Familie und der Orden sind für die Raubüberfälle verantwortlich, die Nonnen verstecken das Diebesgut in den im Kloster hergestellten Vasen. Gemeinsam planen sie ihren letzten Überfall, um sich danach im Ausland abzusetzen.
Schließlich wird Thompson tot in der Themse im Londoner Stadtteil Wapping aufgefunden. Gleichzeitig wird die geflohene Clare O’Connor in der Badewanne ihres Zimmers im Whiteheart Hotel von derselben maskierten Gestalt, die Thompson ermordet hat, ertränkt. Smith findet heraus, dass O’Connor Nonne gewesen ist, und befragt hierzu den Leiter und Treuhänder des Klosters, Hubert Hamlyn, im Lagerhaus des Klosters in der Nähe des Fundorts von Thompsons Leiche. Hamlyn leugnet jedoch O’Connors Ordensmitgliedschaft. Später lässt Smith das Lagerhaus durchsuchen. Die Durchsuchung des Klosters scheitert jedoch an der Ehrbarkeit und dem Ruf der Nonnen, da diese nur scheinbar harmlose Keramiken herstellen.
Zwischenzeitlich überfallen die Nonnen und ihre als Polizisten verkleideten Komplizen die Bank in der Hencher Street und erbeuten eine Million Pfund in Goldbarren. Die Angestellten werden mit einem Giftgas getötet. Mit einer Art Raketenwerfer öffnet Clossen den Tresor, die Komplizen der Nonnen werden im Goldtransporter auf dem Weg ins Kloster ermordet. Trudy und die Oberin ertränken Clossen später im Lagerhaus. Da das Lagerhaus von der Polizei beobachtet wird, fliehen die Oberin und Trudy mit einem Boot. Im Kloster lässt Lady Livia den ebenfalls geflohenen Hamlyn, der sich als Ehemann der Oberin herausstellt, von den Nonnen ermorden.
Nachdem feststeht, dass Thompson ermordet worden ist, durchsucht Smith ohne Erlaubnis das Kloster. Auch die Rezeptionistin Polly versucht, in das Kloster einzudringen, um Nachforschungen anzustellen. Hierbei trifft sie auf den verrückten Luke, der mit ihr spielen möchte und sie unbeabsichtigt in die Arme der Klostermitarbeiter treibt.
Im Kloster entdeckt Smith zunächst die Leiche Hamlyns. Nach einem Kampf mit einem Angestellten des Klosters findet er die Nonnen in der Keramikwerkstatt, in der sie bereits das Gold für die Vasen einschmelzen. Er wird jedoch überwältigt und gefangen genommen.
Zur gleichen Zeit versucht die maskierte Gestalt die inzwischen eingesperrte Polly zu töten, wird aber von Luke überrascht. Im Kampf kann er sie als seine Schwester Trudy enttarnen. Trudy hat sich verkleidet, da sie sich nie als Frau, sondern als Mann gefühlt hat. In ihrem Kampf zerstören Luke und Trudy die Keramikwerkstatt, bis Lady Livia Luke erschießt. Trudy bedroht Smith, der sich während des Kampfes befreit hat, daraufhin mit einem Revolver. Sie gesteht, dass sie Thompson und Clare O’Connor ermordet hat. Smith kann sie davon ablenken, ihn zu erschießen. Dadurch erschießt sie die Oberin, die daraufhin flüssiges Gold, das sie umfüllen wollte, auf Trudy verschüttet. Trudy stirbt an den Verbrennungen.
Nach der Festnahme der Nonnen und der schockierten Lady Livia holt Cooper-Smith Polly ab und nimmt sie zur Frau.

## Produktion
- Mitte 1965 wurde eine eigene Londoner Tochtergesellschaft der Rialto Film unter der Leitung von Ian Warren gegründet. Diese sollte Anfang 1966 diesen Film an Originalschauplätzen in London drehen. Ursprünglich wollte Rialto Film dort auch das Remake von „Der Mann, der Sherlock Holmes war“ und den Edgar-Wallace-Film „Der Engel des Schreckens“ (engl. Titel: Angel of Terror) produzieren. Beide Projekte wurden nicht realisiert, nachdem die britische Rialto Film nach diesem Film ihre Produktion wieder einstellte.
- Das erste Drehbuch von Derry Quinn hatte einen anderen Inhalt und zunächst den Titel „Reign of Terror“. Nach der Umbenennung in „The Trygon Factor“ wurde es innerhalb kürzester Zeit ausführlich durch Stanley Munro überarbeitet.
- Die Dreharbeiten fanden, wesentlich später als geplant, zwischen 15. August und 7. Oktober 1966 an Originalschauplätzen in London und Umgebung statt. Die Innenaufnahmen entstanden in den Shepperton Studios. Als Kulisse des Landgutes Emberday Hall diente das Gebäude der St. Mary’s University, Strawberry Hill, im Stadtteil Twickenham im Südwesten Londons.[1]
- Zunächst waren zum Teil andere Darsteller vorgesehen: Heinz Drache statt Stewart Granger, Maria Perschy bzw. Nadja Tiller statt Susan Hampshire, Marisa Mell statt Sophie Hardy, Elisabeth Flickenschildt statt Brigitte Horney, Wolfgang Kieling statt Robert Morley. Auch Harald Leipnitz und Klaus Kinski sollten ursprünglich darin mitwirken. Regie sollte zunächst Alfred Vohrer, später Alvin Rakoff führen.
- Stewart Granger übernahm die Hauptrolle als Ersatz für den nicht verwirklichten Nachfolgefilm von „Old Surehand 1. Teil“, wodurch der dafür bereits abgeschlossene Vertrag erfüllt wurde. Susan Hampshire brachte der Film ihre erste große Hauptrolle.
- Für die deutsche Fassung wurden drei alternative Szenen mit Siegfried Schürenberg als Sir John gedreht. In der englischsprachigen Originalfassung spielte James Robertson Justice diese Rolle. Ansonsten sind die beiden Fassungen, mit Ausnahme der Credits, identisch.
- Eddi Arent nahm mit diesem Film Abschied von der Edgar-Wallace-Reihe. Er wirkte in insgesamt 23 Filmen der Serie mit. Als meistbeschäftigter Darsteller wurde er zu einer Art Maskottchen der Serie. Jahrelang als sympathischer comic relief eingesetzt, spielte er in seinen letzten vier Wallace-Filmen durchgängig negative Typen und starb jeweils den Filmtod.
- Mit einem Produktionsvolumen von 4.000.000 DM war dies die teuerste Produktion der Edgar-Wallace-Filme.
- Die Uraufführung fand am 16. Dezember 1966 im Passage-Kino in Saarbrücken statt.
- Der Film wurde von der FSK ohne Kürzungsauflagen ab 16 Jahren freigegeben. Im Fernsehen und als Video wurde der Film zunächst in einer stark gekürzten Fassung veröffentlicht. Der dafür verwendeten Kopie fehlte ein kompletter Akt von etwa sieben Minuten Länge. 1991 folgte die Freigabe der gekürzten Version ab 12 Jahren. Inzwischen wurde der Film in der originalen Kinofassung veröffentlicht und ist wiederum ab 16 Jahren freigegeben.
- Der Soundtrack von Peter Thomas ist 1968 auf einer Production Musik LP „Jazz Graphics / The Spy Set“ – KPM 1042 – erschienen ohne jeden Bezug zu dem Spielfilm. Die LP ist aktuell Online wieder veröffentlicht worden – wiederum ohne jede Detailangaben. Teile des Soundtracks findet man auch auf der CD „Kriminalfilmmusik – Peter Thomas“ BSC Musik GmbH (2000).

## Synchronisation
Die deutschen Darsteller Brigitte Horney und Eddi Arent synchronisierten sich selbst, während Siegfried Schürenberg, dessen Szenen exklusiv für die deutsche Version gedreht wurden, im O-Ton zu hören ist. Weitere Synchronsprecher waren:
| Rolle                       | Darsteller        | Synchronsprecher |
| --------------------------- | ----------------- | ---------------- |
| Superintendent Cooper-Smith | Stewart Granger   | Curt Ackermann   |
| Trudy Emberday              | Susan Hampshire   | Renate Küster    |
| Hubert Hamlyn               | Robert Morley     | Erich Fiedler    |
| Luke Emberday               | James Culliford   | Thomas Danneberg |
| Thompson                    | Allan Cuthbertson | Horst Keitel     |
| Livia Emberday              | Cathleen Nesbitt  | Lia Eibenschütz  |
| Polly Lacroix               | Sophie Hardy      | Traudel Haas     |

## Kritiken
Allgemein fielen die Meinungen zu Das Geheimnis der weißen Nonne eher gemischt aus.
Das Hamburger Abendblatt lobt in der Ausgabe vom 31. Dezember 1966 die Arbeit von Regisseur Cyril Frankel. Mit „schauspielerisch vorzüglicher Besetzung“ habe er den Film „geschickt ans Hochspannungsnetz der gehobenen Krimiklasse angeschlossen“. Tom Hutchinson von der englischen RadioTimes lobt zwar den schwarzen Humor, kritisiert hingegen das Staraufgebot. Die Schauspieler würden „nur wirr herumlaufend enden, in der Hoffnung, von Regisseur Cyril Frankel Anweisungen zu erhalten“. Das Filmecho zeigt sich im Januar 1967 erfreut über das Filmgeschehen und das Serienkonzept Wallace, das „formal und technisch“ sein „sauberes Format“ behalte. Man morde noch „mit Methode, hübsch im Detail und logisch der Reihe nach“.
Das Lexikon des internationalen Films ordnet den Film hingegen schlicht als „geschmacklos und brutal“ ein, wie auch der Evangelische Filmbeobachter, der jedoch als „Gipfel der Geschmacklosigkeit“ konkret die Gastodszenen nennt. Der Film von „der üblichen Machart“ der Edgar-Wallace-Filmreihe sei deshalb „abzulehnen“.